# Município de Woodville (condado de Bertie, Carolina do Norte)
O município de Woodville (em inglês: Woodville Township) é um localização localizado no  condado de Bertie no estado estadounidense da Carolina do Norte. No ano 2010 tinha uma população de 1.409 habitantes.

## Geografia
O município de Woodville encontra-se localizado nas coordenadas 36° 05′ 15,57″ N, 77° 11′ 06,86″ O.